# LINDA (プロレスラー)
LINDA（リンダ、1982年10月12日 - ）は、日本のプロレスラー、タレント。長野県松本市出身。

## 人物
信州ガールズ所属。ヒール軍。試合ではSM女王風のボンテージやコルセットなどのコスチュームを着用し男子・女子構わず、鞭を浴びせる。さかえむらトマトジュース大使。さかえむらトマジューカレー監修。 趣味は仏像鑑賞。特技はなんでも楽しめる。
2025年。今井美智子として、10月の長野県安曇野市議会議員選挙に立候補を表明。

## 経歴
- 2010年7月19日、信州プロレスに入団。 新潟県海谷浜海水浴場にて行われたデビュー戦の相手は黒ひげ危機散髪。 プロレス以外にはラジオパーソナリティやテレビ出演などタレント活動。
- 2020年7月、信州プロレスの兄妹会社にあたる信州ガールズに所属を絞る事を決意。信州プロレスを退団。
- 2022年8月3日、26日に開催されるスターダム「NEW BLOOD 4」への出場が発表される。
- 2022年8月26日、スターダム「NEW BLOOD 4」に出場。桜井まいとタッグを組み、飯田沙耶＆向後桃タッグに勝利。

## 獲得タイトル
- SGP無差別級王座 (第12代)

## 得意技
- ご褒美
- リンダトルネード